# Serumpun Jaya (Pasir Penyu)
Serumpun Jaya is een bestuurslaag in het regentschap Indragiri Hulu van de provincie Riau, Indonesië. Serumpun Jaya telt 763 inwoners (volkstelling 2010).